# Домжале (футбольний клуб)
«Домжале» (словен. NK Domžale) — словенський футбольний клуб з однойменного міста. Заснований у 1921 році.

## Стадіон
Домашні матчі команда проводить на стадіоні «Спортни парк» у місті Домжале. Стадіон був збудований у 1948 році за проєктом інженера Станка Блоудека. Реконструйований у 1997, 1999, 2004 і 2006 роках. Вміщує 3 212 глядачів.

## Досягнення
- Чемпіон Словенії: 2007, 2008
- Володар Кубка Словенії: 2011, 2017
- Фіналіст Кубка Словенії: 2010
- Володар Суперкубка Словенії: 2007, 2011

### Європейська арена
| Сезон   | Змагання            | Раунд | Клуб                | Вдома | Виїзд | Загальний |
| ------- | ------------------- | ----- | ------------------- | ----- | ----- | --------- |
| 2005–06 | Кубок УЄФА          | 1Q    | Доманьяно           | 3–0   | 5–0   | 8–0       |
| 2005–06 | Кубок УЄФА          | 2Q    | Ашдод               | 1–1   | 2–2   | 3–3       |
| 2005–06 | Кубок УЄФА          | 2Q    | Штутгарт            | 1–0   | 0–2   | 1–2       |
| 2006–07 | Кубок УЄФА          | 1Q    | Ораш'є              | 5–0   | 2–0   | 7–0       |
| 2006–07 | Кубок УЄФА          | 2Q    | Хапоель (Тель-Авів) | 0-3   | 2–1   | 2–4       |
| 2007–08 | Ліга Чемпіонів УЄФА | 1Q    | Тирана              | 1–0   | 2–1   | 3–1       |
| 2007–08 | Ліга Чемпіонів УЄФА | 2Q    | Динамо (Загреб)     | 1–2   | 1–3   | 2–5       |
| 2008–09 | Ліга Чемпіонів УЄФА | 1Q    | Ф91 Дюделанж        | 2–0   | 1–0   | 3–0       |
| 2008–09 | Ліга Чемпіонів УЄФА | 2Q    | Динамо (Загреб)     | 0–3   | 2–3   | 2–6       |
| 2011–12 | Ліга Європи УЄФА    | 2Q    | Спліт               | 1–2   | 1–3   | 2–5       |
| 2013–14 | Ліга Європи УЄФА    | 1Q    | Астра               | 0–1   | 0–2   | 0–3       |
| 2015–16 | Ліга Європи УЄФА    | 1QR   | Чукарички           | 0–1   | 0–0   | 0–1       |
| 2016–17 | Ліга Європи УЄФА    | 1QR   | Лузітанос           | 3–1   | 2–1   | 5–2       |
| 2016–17 | Ліга Європи УЄФА    | 2QR   | Шахтар (Солігорськ) | 2–1   | 1–1   | 3–2       |
| 2016–17 | Ліга Європи УЄФА    | 3QR   | Вест Гем Юнайтед    | 2–1   | 0–3   | 2–4       |
| 2017–18 | Ліга Європи УЄФА    | 1QR   | Флора               | 2–0   | 3–2   | 5–2       |
| 2017–18 | Ліга Європи УЄФА    | 2QR   | Валюр               | 3–2   | 2–1   | 5–3       |
| 2017–18 | Ліга Європи УЄФА    | 3QR   | Фрайбург            | 2–0   | 0–1   | 2–1       |
| 2017–18 | Ліга Європи УЄФА    | РП    | Марсель             | 1–1   | 0–3   | 1–4       |